# Eusterinx nana
Eusterinx nana är en stekelart som beskrevs av Dasch 1992. Eusterinx nana ingår i släktet Eusterinx och familjen brokparasitsteklar. Inga underarter finns listade i Catalogue of Life.